# هنری هزلیت
هنری استوارت هزلیت (به انگلیسی: Henry Stuart Hazlitt) (زادهٔ ۲۸ نوامبر ۱۸۹۴ در فیلادلفیا آمریکا — درگذشتهٔ ۹ ژوئیه ۱۹۹۳) اقتصاددان، فیلسوف، روشنفکر عمومی طرفدار بازار آزاد، منتقد ادبی و روزنامه‌نگار لیبرترین آمریکایی بود که در نشریاتی همچون وال استریت ژورنال، نیوزویک و نیویورک تایمز قلم می‌زد و به عنوان یک تحلیلگر سرشناس مسائل اقتصادی از زاویه دید لیبرترینها و محافظه‌کاران آمریکایی شناخته شده بود.

## زندگی
هنری هزلیت در فیلادلفیا پنسیلوانیا زاده شد و در بروکلین نیویورک رشد کرد. وقتی تنها یک نوزاد بود پدرش درگذشت و او در فقر نسبی بزرگ شد. قهرمانان اولیه او هربرت اسپنسر و ویلیام جیمز بودند و آرزوی اولش تحصیلات دانشگاهی در رشته روانشناسی و فلسفه بود.
هزلیت کارش را در دوران نوجوانی در وال استریت ژورنال به عنوان دستیار دبیر تحریریه آغاز کرد، و علاقه‌اش به اقتصاد از همان‌جا شکل گرفت. مطالعاتش او را با «عقل سلیم اقتصاد سیاسی» اثر فیلیپ ویکستید آشنا کرد که بعدها خود هزلیت گفت نخستین اثرگذاری جدی در حوزه اقتصاد بر او بوده‌است.
هزلیت نخستین کتابش دانش اندیشیدن را در سن ۲۱ سالگی منتشر کرد. در جنگ جهانی اول در تکزاس به خدمت نیروی هوایی ارتش درآمد و پس از آن برای سال‌ها در نیویورک ساکن شد. در سال ۱۹۱۵ و پس از دوره‌ای کوتاه که در نیروی هوایی آمریکا کار کرد، «مسیر قدرت اراده» را که نقدی بر روانکاوی بود، نوشت. او همچنین در نیویورک ایونینگ پست (۱۸–۱۹۱۶)، نشریه مالی «بانک ملی مکانیک و فلزات» (۲۰–۱۹۱۹)، نیویورک ایونینگ میل (۲۳–۱۹۲۱) و نیویورک سان (۲۹–۱۹۲۴) قلم زد. هازلیت از ۱۹۳۰ تا ۱۹۳۳ به عنوان ویراستار ادبی در مجله «نیشن» کار کرد.
در دهه‌های میان دو جنگ که دورانی لرزان در تاریخ ادبیات آمریکا به‌شمار می‌آید هزلیت به عنوان دبیر بخش ادبی نیویورک سان فعالیت کرد. هزلیت طی فعالیت‌های روزنامه‌نگارانه‌اش در نشریه دست چپی نیشن، «برنامه‌ای کاربردی برای آمریکا» را به تحریر درآورد که تحلیلی از رکود بزرگ بود. او از معدود افرادی بود که از کاهش مداخله دولت در اقتصاد دفاع می‌کرد. پس از مناظره‌هایی عمومی با لویی فیشر سوسیالیست، همکاری هزلیت با نیشن قطع شد.
در سال ۱۹۳۳ هزلیت آناتومی نقد را منتشر کرد که برخی از این کتاب به عنوان تکذیبیه‌ای پیشاپیش برای شالوده شکنی یاد کرده‌اند.
از سال ۱۹۳۴ تا ۱۹۴۶ هزلیت سرمقاله‌نویس اصلی نیویورک تایمز در حوزه اقتصاد بود که هر هفته ستونی ثابت با امضا و تعداد بسیار زیادی مقالات بدون امضا در این حوزه منتشر می‌کرد و حجم بالایی از کار اقتصادی را در این دوره آفرید.

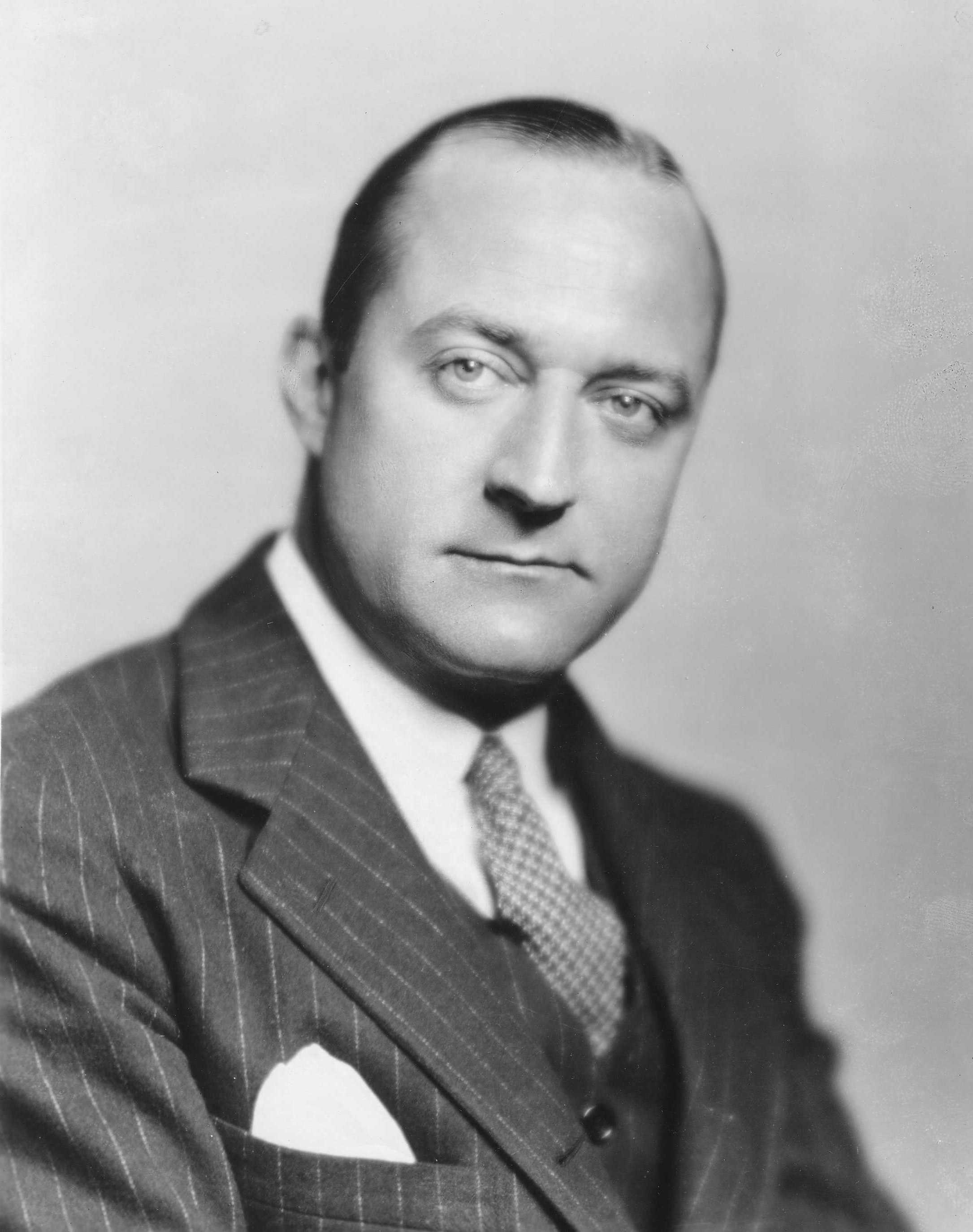

به گفته خود هزلیت، او در حوزه اقتصاد بیشترین تأثیر را از کار لودویگ فن میزس گرفته‌است و به همین دلیل هم هزلیت به عنوان معرف آثار مکتب اتریش در اقتصاد به دنیای انگلیسی زبان شناخته شده‌است. برای مثال در ۱۹۳۸ ترجمه انگلیسی کتاب سوسیالیسم میزس که تازه منتشر شده بود را در نیویورک تایمز بررسی کرد و از آن به عنوان یک اثر کلاسیک و ویرانگرترین نقد سوسیالیسم که تا کنون قلمی شده یاد کرد. هزلیت توان تحلیلی چشمگیری در فهم پذیر کردن پیچیدگی‌ها و ظرافت‌های اندیشه متفکر ژرف بینی چون میزس، برای همه، بی آنکه به یکپارچگی نظری بحث او آسیب زند، از خود نشان داد و بیش از هر چیز برای واگویی نظریه‌های میزس در عرصه عمومی کوشید.
پس از مهاجرت اقتصاددانان یهودی از اروپای تحت اشغال نازی‌ها به آمریکا، هزلیت شرایط انتشار مقالات میزس در نیویورک تایمز را فراهم کرد و کمک کرد که برای میزس موقعیت تدریسی در دانشگاه نیویورک فراهم شود. هزلیت همچنین به معرفی کتاب راه بردگی هایک به مخاطبان آمریکایی کمک شایانی کرد. او راه بردگی را «یکی از مهم‌ترین کتاب‌های نسل ما» می‌خواند.
هزلیت برخلاف بسیاری از اندیشمندان لیبرال هم نسل خود در هیچ دورانی از عمر خود سوسیالیست یا کمونیست نبود و هرگز در دیدگاه‌های لیبرال کلاسیک خود تجدید نظر نکرد. او نویسنده‌ای صاحب سبک و تیزهوش و هواخواه نستوه فردگرایی و اقتصاد کاپیتالیستی بود و از خودگذشتگی‌هایی کرد که برای اعتقاد به باورهایی که آن روزها بسیار بی طرفدار بودند، لازم بود.
زمانی که هزلیت سرانجام در سال ۱۹۶۶ همکاریش با نیوزویک را قطع کرد، این نشریه سه استاد مطرح اقتصاد را جایگزین او کرد: میلتون فریدمن از دانشگاه شیکاگو، هنری والیچ از دانشگاه ییل، و پل سمیوئلسون مدافع اقتصاد کینزی از ام. آی. تی.
آخرین مقاله دانشگاهی او در سال ۱۹۸۷ در نخستین شماره از «بررسی اقتصاد اتریشی» که اکنون با عنوان «فصلنامه اقتصاد اتریشی» منتشر می‌شود به طبع رسید.
هزلیت در ۹۸ سالگی در سال ۱۹۹۳ درگذشت.

## اندیشه‌ها
سال ۱۹۸۱ رئیس‌جمهور آمریکا رونالد ریگان در سخنرانیش هنری هزلیت را همراه هایک، میزس و فریدمن به عنوان رهبران فکری نام برد که بسیار در شکل‌دهی به افکار ما نقش داشته‌اند.
هزلیت از مدافعان جدی سرمایه‌داری است و معتقد است که «سرمایه‌داری همان آزادی اقتصادی است.»
سرمایه‌داری از دید او ترکیبی از دو نهاد است: مالکیت خصوصی و بازار (اقتصاد) و بدیهی است که بدون حق مالکیت خصوصی، بشر عمده انگیزه‌اش را برای تولید هر چیزی با ارزش پایدار از دست خواهد داد چرا که اگر یک برزگر بداند، پس از آن که زمینش را شخم بزند، بکارد و نگهداری کند، هر کس دیگر هم قانوناً به اندازه او حق دارد محصولش را درو کند، یا محصول درو شده را تصاحب کند، مطمئناً از همان ابتدا زحمت کاشتن محصول را به خود نمی‌دهد. یا اگر هر کسی بداند بعد از آنکه خانه‌ای بسازد و اثاثش را تهیه کند، هر کس دیگری حق دارد آن را اشغال کند، خانه‌ای ساخته نمی‌شد. مالکیت خصوصی پیش‌نیاز ضروری کار و تولید محصول با ارزش پایدار، به‌شمار می‌رود.
همچنین بازار آزاد به معنی حق خرید و فروش اموال در معاملاتی است که فرد می‌خواهد ترتیب دهد. وجود بازار آزاد نیز برای تولید بیشینه ثروت، ضروری است. از طریق همین سازوکار بازار آزاد است که میزان تولید نه تنها بیشینه که بهینه نیز می‌شود: هر کس به عنوان تولیدکننده، در پی بیشترین درآمد است و به عنوان مصرف‌کننده در پی سودآورترین چیزی که با آن بتواند نیازهایش را تأمین کند. به همین ترتیب، این سازوکار منجر به آفرینش ده‌ها هزار کالا و خدمات متفاوت در مقادیر و نسبت‌هایی که مجموعه بزرگ مصرف‌کنندگان نیاز دارند خواهد شد. با این روش است که نظام سرمایه‌داری، معضل محاسبات اقتصادی را حل می‌کند، معضلی که یک نظام سوسیالیستی، مطلقاً از حل آن ناتوان است. نخستین اقتصاددانی که این مسئله را قاطعانه نشان داد، لودویگ فون میزس بود.
پس سرمایه‌داری نظام انگیزه‌ها و بازدارنده‌هاست. این نظام، انگیزه تولید هر کالایی را بیشینه نمی‌کند، بلکه انگیزه را برای تولید کارآمد کالاهایی که بیش از بقیه مورد نیازند، بیشینه می‌کند. سرمایه‌داری، این مطلوب را از راه دیگری نیز به انجام می‌رساند: سرمایه را همواره در دست کسانی می‌گذارند که نشان داده‌اند استفاده بهتر از آن را بلدند. کسانی بالاترین سود را می‌برند که در جابجایی تولید به سودآورترین مسیرها، و در انتخاب کارآمدترین روش‌ها و تواناترین مدیرها بهترین داوری را می‌کنند. هر برنامه‌ای که برای مردمی که کار نمی‌کنند درآمدی فراهم کند، تا حد مشخصی انگیزه‌ها را کاهش می‌دهد. همه مالیات‌ها، به خودی خود، چه بسته به میزان و چه بسته به طبیعتشان، انگیزه تولید را کاهش می‌دهند. مالیات تصاعدی بر درآمد شخصی و مالیات شرکتی، رشد بالقوه را به شدت کند می‌کند. مخارج دولتی، به خودی خود، تهدیدی سنگین علیه نظام تجارت آزاد است و تأمین این مخارج از راه‌های غیر مالیاتی مانند کسری بودجه و تورم، تهدیدی جدی‌تر است.

## آثار
«اقتصاد در یک درس» (۱۹۴۶) ماندگارترین اثر هزلیت نامیده شده‌است که به ده زبان ترجمه شده و بیش از یک میلیون نسخه از ان فروش رفته‌است. این میزان فروش «اقتصاد در یک درس» آن را به یکی از محبوب‌ترین کتاب‌های اقتصادی که تاکنون نوشته شده‌اند، تبدیل کرد. این کتاب به ابزار آموزشی مهمی برای چندین نسل از دانشجویان و اهالی کسب و کار بدل شد و آن‌ها را در برابر مغلطه‌های کینزی که آن روزها هواخواهان زیادی داشت، محافظت کرد.
یک اثر ماندگار دیگر او «شکست اقتصاد نوین» (۱۹۵۹) یک نقد جزء به جزء از تأثیرگذارترین اثر جان مینارد کینز، «نظریه عمومی اشتغال، سود و پول» است و در آن از سمیوئل جانسون نقل می‌کند که در این اثر نظریه‌ای که هم درست و هم مبتکرانه باشد یافت نمی‌شود. آنچه در این کتاب مبتکرانه‌است، درست نیست و آنچه درست است مبتکرانه نیست.
هزلیت کتاب‌هایی هم دربارهٔ تورم (مثلاً از برتون وودز تا تورم جهانی) و فقر (مثلاً انسان در مقابل دولت رفاه و فتح فقر) نوشته‌است.
مهمترین اثر او در فلسفه بنیادهای اخلاق(۱۹۶۴) است که بر اساس آثار دیوید هیوم و جان استوارت میل نوشته‌است. کتاب او با نام Hazlitt's 1922 work, راهی به سوی خواست قدرت به عنوان دفاعی از آزادی فردی در مقابل جبرگرایی زیگموند فروید توصیف شده‌است.
هزلیت نویسنده‌ای پرکار بود که از او ۲۵ کتاب منتشر شده‌است.
- دانش اندیشیدن, ۱۹۱۶
- راهی به سوی خواست قدرست, ۱۹۲۲
- برنامه‌ای عملی برای آمریکا, ۱۹۳۲
- آناتومی نقد, ۱۹۳۳
- به جای دیکتاتوری, ۱۹۳۳
- اینک قانون اساسی تازه, ۱۹۴۲
- آزادی در آمریکا , ۱۹۴۵
- هزینه کامل اشتغال: یک تحلیل, ۱۹۴۵
- اقتصاد در یک درس, ۱۹۴۶
- آیا دلارها دنیا را نجات خواهند داد؟, ۱۹۴۷
- Forum: Do Current Events Indicate Greater Government Regulation, Nationalization, or Socialization?, Proceedings from a Conference Sponsored by The Economic and Business Foundation, ۱۹۴۸
- توهمات نقطه چهار, ۱۹۵۰
- The Great Idea, 1951 (titled Time Will Run Back in Great Britain, revised and rereleased with this title in 1966.)
- The Free Man's Library, 1956
- شکست اقتصاد نوین: تحلیلی از اقتصاد کینزی, ۱۹۵۹
- نقد اقتصاد کینزی, ۱۹۶۰
- آنچه باید درباره تورم بدانید, ۱۹۶۰
- بنیادهای اخلاق, ۱۹۶۴
- در مقابل دولت رفاه, ۱۹۶۹
- فتح فقر, ۱۹۷۳
- برای توقف تورم، به طلا بازگردید, ۱۹۷۴
- بحران تورم و چگونگی رفع آن. Auburn: انستیتو لودویگ فن میزس. 2009. ISBN 978-1-933550-56-5. {{cite book}}: Cite has empty unknown parameters: |trans_title= و |month= (help)
- از برتون وودز تا تورم جهانی, ۱۹۸۴
- The Wisdom of the Stoics: Selections from Seneca, Epictetus, and Marcus Aurelius, with Frances Hazlitt, 1984
- The Wisdom of Henry Hazlitt, 1993
- Is Politics Insoluble?, 1997
- Rules for Living: The Ethics of Social Cooperation, 1999 (an abridgment by Bettina Bien Greaves of Hazlitt's The Foundations of Morality.)

### آثار ترجمه شده
از هزلیت تنها کتاب «اقتصاد در یک درس» او به فارسی ترجمه شده‌است. این کتاب را محسن رنجبر و نیلوفر اورعی ترجمه کرده‌اند و انتشارات دنیای‌اقتصاد منتشر کرده‌است.
هازلیت در این کتاب نقدی رادیکال بر همه اشکال مداخله دولتی در اقتصاد نوشته و با زبانی ساده و روان توضیح داده‌است که بسیاری از «نتایج مثبت» اقدام‌های دولتی و مداخله‌جویانه در اقتصاد، در واقع، بخش‌هایی است که دیده می‌شود؛ حال آنکه بخش مهم‌تر که «نتایج منفی» مداخلات دولت است معمولاً دیده نمی‌شود. هازلیت در کتاب خود کوشیده‌است با الهام از نظریات فردریک باستیا، اقتصاددان فرانسوی (۱۸۰۱–۱۸۵۰)، آنچه را که در جریان مداخله دولت‌ها رخ می‌دهد اما دیده نمی‌شود، نشان دهد.